# Grattage
Grattage (fransk gratter "skrabe af") er en teknik i surrealistisk maleri, der består i at "ridse" i frisk maling med et skarpt blad. I denne teknik forsøger man typisk at ridse og fjerne det kromatiske pigment spredt på et forberedt underlag (lærredet eller andet materiale) for at flytte overfladen og gøre den dynamisk. Grattageteknikken inkorporeret i maleriet er for at skabe en stærk fornemmelse af tekstur eller mønster på billedoverfladen. Denne teknik blev brugt af Max Ernst, Joan Miró, og senere af uformelle kunstnere. I figurative monokrome neograttager videreudvikler MatWay teknikken i såkaldte Engraved Paintings (eng. Graveringsmalerier).

## Teknik og materialer
I denne billedteknik eksperimenterer kunstneren udover brugen af børster og spartler med almindelige redskaber og hverdagsgenstande, såsom svampe, stålbørster, stiletter, skalpeller, spidser, barberblade og små metalblokke. I grattage skraber forskellige almindelige værktøjer våd maling for at simulere naturlige mønstre eller for at skabe nye. De dannede ridser bringer farverne i de underliggende billedlag frem og skaber kromatiske kontraster. I Grattager tjener afskrabningen af overfladelagene af maling over et udvalg af genstande til at stimulere sindet til at engagere sig i den automatiske proces med at opdage billeder, der ligger skjult i dets inderste fordybninger.

## Kunstnere
Max Ernst genopdagede frottage-teknikken (baseret på gnidningsprincippet); i 1927 overførte han denne tegneteknik – generelt anvendt på papir – til oliemaleri og skabte dermed grattage-processen. Grattage gjorde det muligt for Max Ernst at befri de kreative kræfter fulde af forslag og fremkaldelse, mindre teoretiske og mere ubevidste og spontane. Denne teknik blev forfinet af kunstneren Hans Hartung; gennem denne proces når han sublimeringen af sine typiske billedbevægelser, og skaber et nyt tegnalfabet, der er afhængig af spidse værktøjer, passende modificerede børster og ruller.